# Always on the Run
«Always on the Run» es un sencillo del álbum Mama Said del cantante estadounidense Lenny Kravitz, publicado en 1991. La canción fue escrita e interpretada por Kravitz y Slash, guitarrista de Guns N' Roses.
Logró la posición número 8 en la lista de Modern Rock Tracks y la 40 en Mainstream Rock, ambas de la revista Billboard. La canción está incluida en el videojuego Guitar Hero: Aerosmith.

## Posicionamiento
| Lista              | Posición |
| ------------------ | -------- |
| Modern Rock Tracks | 8        |
| Mainstream Rock    | 40       |